# Craterispermum
Craterispermum é um género botânico pertencente à família Rubiaceae.

## Espécies
- Craterispermum angustifolium
- Craterispermum aristatum
- Craterispermum brachynematum
- Craterispermum brieyi
- Craterispermum caudatum

1. ↑  «Craterispermum — World Flora Online». www.worldfloraonline.org. Consultado em 19 de agosto de 2020